# 布魯克林造船廠
布魯克林造船廠（英語：Brooklyn Navy Yard），全稱為美國海軍紐約造船廠（United States Navy Yard, New York），或簡稱為紐約海軍造船廠（New York Naval Shipyard，NYNSY），是昔日美國海軍的一座造船廠，位於紐約布魯克林區東河東岸、曼哈頓東南方。這座軍方控制的船廠名稱，很容易與附近新澤西州肯頓的私人紐約造船廠（New York Shipbuilding Corporation）混淆。兩座造船廠均曾為美國海軍建造軍艦。
布魯克林造船廠的前身為一商用造船廠，其歷史可上溯至1781年美國獨立戰爭時期。美國獨立後，船廠亦曾為海軍建造巡防艦。到1801年，美國政府收購了布魯克林造船廠，並加以擴建。1830年代
，蒸汽船年代來臨。在海軍將領馬修·培理的指揮下，布魯克林造船廠開始為海軍建造蒸汽船。培理先是在1833年至1837年間擔任船廠的次官，後來又在1841年至1843年出任船廠指揮官，及後才調到北非。美國內戰期間，造船廠仍由北方聯邦控制。部分早期的美軍戰艦，如緬因號及康涅狄格號，均在布魯克林建造。
第二次世界大戰期間，布魯克林造船廠建造了數艘艾塞克斯級航空母艦，與及兩艘艾奧瓦級戰艦：艾奧瓦號及密蘇里號。戰後造船廠又建造了星座號超級航空母艦。
由於財政緊絀，海軍在1966年關閉了布魯克林造船廠，並在1967年出售給紐約市政府。到1971年，紐約市將船廠逐步改建為工業園，但部分船塢設施及歷史建築仍舊保留。